# Ереванский округ

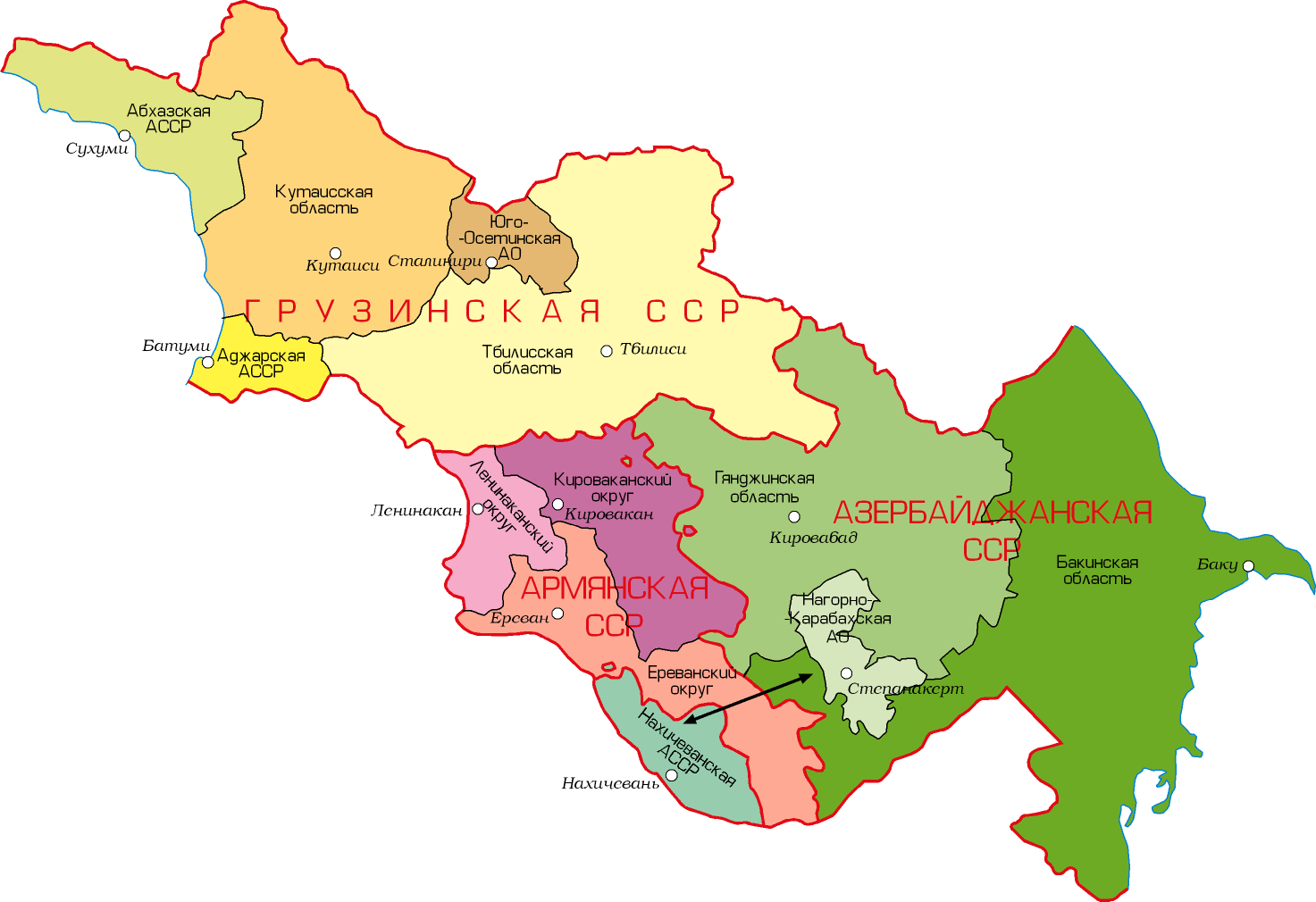
Карта административного устройства Закавказья в 1952—1953 гг.

Ерева́нский округ (арм. Երևանի մարզ) — административно-территориальная единица Армянской ССР, существовавшая в 1952—1953 годах. Административный центр — город Ереван.
Округ был образован 17 января 1952 года, когда вся территория Армянской ССР была разделена на 3 округа. Граничил с Кироваканским и Ленинаканским округами Армянской ССР, Азербайджанской ССР, Нахичеванской АССР, а также с Турцией и Ираном.
Делился на 15 районов:
- Азизбековский — c. Азизбеков
- Арташатский — пгт Арташат
- Ахтинский — пгт Ахта
- Аштаракский — пгт Аштарак
- Бериевский — пгт имени Берия
- Вединский — с. Веди
- Горисский — г. Горис
- Зангибасарский — с. Масис
- Кафанский — г. Кафан
- Котайкский — с. Элар
- Мегринский — c. Мегри
- Микояновский — с. Микоян
- Октемберянский — г. Октемберян
- Сисианский — c. Сисиан
- Эчмиадзинский — г. Эчмиадзин

и 1 город республиканского подчинения
- Ереван

18 апреля 1953 года все округа Армянской ССР были упразднены.

## Руководители
- 1-й секретарь Ереванского окружного комитета КП(б)-КП Армении — Кочинян, Антон Ервандович (01.1952 — 11.1952)
- 1-й секретарь Ереванского окружного комитета КП(б)-КП Армении — Мнацаканян, Арамаис Навасардович (11.1952 — 4.1953)
- 2-й секретарь Ереванского окружного комитета КП(б)-КП Армении — Товмасян, Сурен Акопович (11.1952 — 04.1953)
- Председатель Исполнительного комитета Ереванского окружного совета — Пахлеванян, Гурген Арташесович (1952 — 04.1953)